# Federación Internacional de Movimientos de Agricultura Orgánica
IFOAM - Organics International es la organización paraguas mundial para el movimiento de agricultura ecológica, lo que representa cerca de 800 afiliados en 117 países.
IFOAM - Organics International declara que su misión es "Guiar, unir y ayudar al movimiento orgánico en toda su diversidad." Y su visión es la "adopción mundial de sistemas ecológico, social y económicamente viables, basados en los Principios de la Agricultura Orgánica."
Entre su amplia gama de actividades, IFOAM - Organics International mantiene un estándar de agricultura ecológica, y un servicio de Certificación ecológica.

## Historia
IFOAM - Organics International comenzó en Versalles, Francia, el 5 de noviembre de 1972, durante un congreso internacional sobre agricultura orgánica, organizada por la Organización francesa de Agricultura, Nature et Progrès. El difunto Roland Chevriot, Presidente de Nature et Progrès, tomó la iniciativa. Hubo 5 miembros fundadores representando a diferentes organizaciones: Lady Eve Balfour, representando la Asociación del Suelo de Gran Bretaña; Kjell Arman, representando la Asociación Sueca de Biodinámica; Pauline Raphaely, representando la Asociación del Suelo de Sudáfrica; Jerome Goldstein, representando a Rodale Press de Estados Unidos, y Roland Chevriot, representando Nature et Progrès de Francia.
El objetivo de la nueva organización se refleja en el nombre: Federación Internacional de Movimientos de Agricultura Orgánica. Los fundadores esperaban que la federación reuniría lo que veían como una importante necesidad: una voz unificada, organizada por la comida orgánica, y la difusión y el intercambio de información sobre los principios y las prácticas de la agricultura orgánica a través de fronteras nacionales y lingüísticas. En 2015 el nombre cambió a IFOAM - Organics International.

## Estructura
La Asamblea General de IFOAM - Organics International sirve como la fundación de la organización. Se elige a la Junta Mundial de IFOAM - Organics International por un período de tres años. La Junta Mundial es un grupo diverso de personas que trabajan voluntariamente para liderar IFOAM - Organics International. La actual Junta Mundial fue elegida en la Asamblea General de IFOAM en Estambul, que tuvo lugar en octubre de 2014. La Junta Mundial nombra a los miembros en las comisiones oficiales, grupos de trabajo y grupos de fuerza sobre la base de la recomendación de los miembros de IFOAM - Organics International. Las organizaciones miembros también establecen grupos regionales y grupos de interés específicos del sector. 
Las organizaciones miembro también establecen organismos regionales y plataformas sectoriales. Estos organismos regionales incluyen IFOAM Organics Europe, IFOAM Organics Asia, IFOAM AgriBioMediterraneo, IFOAM Southern African Network, IFOAM América Latina, IFOAM North America e IFOAM Euro-Asia. Las plataformas sectoriales constituidas incluyen la Alianza de Ganadería Ecológica de IFOAM, el Foro de Apicultura de IFOAM, la Acuicultura de IFOAM, la Plataforma de Innovación Tecnológica de IFOAM y la Plataforma de Semillas de IFOAM.

## Posición internacional
IFOAM - Organics International participa activamente en las negociaciones internacionales agrícolas y ambientales con la Organización de las Naciones Unidas y las instituciones multilaterales para promover los intereses del movimiento de la agricultura orgánica en todo el mundo, y tiene el estatus de observador o, por otro lado, está acreditado por las siguientes instituciones internacionales:
- Estado ECOSOC con la Asamblea General de las Naciones Unidas
- La Organización de las Naciones Unidas para la Alimentación y la Agricultura de las Naciones Unidas (FAO)
- Conferencia de las Naciones Unidas sobre Comercio y Desarrollo (UNCTAD)
- Codex Alimentarius (FAO y Organización Mundial de la Salud)
- Programa de Naciones Unidas para el Medio Ambiente (UNEP)
- La Organización para la Cooperación y el Desarrollo Económicos (OECD)
- Organización Internacional del Trabajo de las Naciones Unidas (ILO)
- Organización Internacional de Normalización (ISO)

De acuerdo con el Informe de Responsabilidad Global de One World Trust de 2008, que evaluó una serie de organizaciones en áreas tales como la transparencia, la participación de los interesados y la capacidad de evaluación, "IFOAM es la ONG internacional con más alta puntuación, y está al frente de las 30 organizaciones de este año con una puntuación de 71 por ciento".

## Miembros
Para obtener una lista completa de las organizaciones miembros, consulte 

## Actividades

### Congreso Mundial Orgánico
- 2021: 6-10 de septiembre, Rennes, Francia.

### IFOAM - Organics International y Normas y Certificación
El Sistema de Garantía Orgánica (OGS) de IFOAM - Organics International está diseñado para a) facilitar el desarrollo de normas orgánicas y certificación por terceros en todo el mundo y para b) proporcionar una garantía internacional de estas normas y la certificación orgánica.
En los últimos años, el enfoque del OGS de IFOAM - Organics International se sometió a algunos cambios significativos. Con la creación y la difusión de las normas orgánicas y certificación en todo el mundo una serie de nuevos retos apareció. Especialmente los pequeños agricultores en los países en desarrollo luchan con a) la multitud de normas que se esperan para cultivar conforme con y b) con altos costos de certificación y considerables gastos administrativos.
IFOAM - Organics International tuvo un gran avance en el desarrollo y la adopción de enfoques para hacer frente a estos problemas de certificación. La organización ahora dirige un enfoque especial en la promoción de dos nuevos conceptos:

#### Familia de Normas IFOAM
En el marco de una colaboración de varios años, IFOAM - Organics International desarrolló junto con sus socios de la ONU, la Organización de las Naciones Unidas para la Alimentación y la Agricultura (FAO) y la Conferencia de las Naciones Unidas sobre Comercio y Desarrollo (UNCTAD), un conjunto de requisitos estándares que funcionan como un referente internacional para evaluar la calidad y la equivalencia de las normas y reglamentos orgánicos.  Se le conoce como COROS (Objetivos comunes y requisitos de las normas orgánicas). La visión es que la Familia de Normas contendrá todas las normas y reglamentos orgánicos equivalentes a COROS. En lugar de evaluar cada norma contra la otra, la Familia de Normas puede ser utilizada como una herramienta para simplificar los procedimientos de evaluación de la equivalencia al tiempo que garantiza un alto nivel de integridad y transparencia. La Familia del Programa Estándar comenzó en enero de 2011. Un año más tarde, cerca de 50 normas internacionales fueron aprobadas.

#### Sistemas Participativos de Garantía PGS
Los Sistemas Participativos de Garantía son sistemas de garantía de calidad enfocados localmente. Certifican a productores basados en la participación activa de los interesados y se construyen sobre una base de confianza, redes sociales y el intercambio de conocimientos”  (Definición de IFOAM - Organics International, 2008).
Los Sistemas Participativos de Garantía (SPG) representan una alternativa a la certificación de terceros, especialmente adaptada a los mercados locales y cadenas de suministro cortas. También pueden complementar la certificación de terceros con una etiqueta privada que aporta garantías y transparencia adicionales. PGS permiten la participación directa de los productores, los consumidores y otras partes interesadas en:
- la elección y definición de las normas
- el desarrollo y la aplicación de los procedimientos de certificación
- las decisiones de certificación

Para muchos agricultores orgánicos, en particular en los países en desarrollo y mercados orgánicos emergentes, la certificación de terceros es a menudo de difícil acceso. PGS ofrece una opción alternativa que tiene cierta carga de los agricultores y está crucialmente vinculada a los productos y mercados locales.

#### Acreditación e IOAS
IFOAM - Organics International también ofrece la acreditación de organismos de certificación orgánica. Los certificadores pueden tener sus procesos auditados contra los requisitos de acreditación de IFOAM. IOAS, una compañía hija de IFOAM - Organics International creada en 1997, ofrece la Acreditación de IFOAM (análisis de las normas y proceso de verificación) o el Sistema de Acreditación Orgánica Global (análisis de sólo el proceso de verificación) y otorga un reconocimiento especial de la credibilidad. El documento ISO/IEC 17011: ‘Evaluación de la conformidad - Requisitos generales para los organismos de acreditación de evaluación de la conformidad’ establece las normas acordadas internacionalmente sobre cómo debe realizarse la acreditación. Varios organismos nacionales verifican dicha acreditación incluyendo el Departamento de EE.UU de Instituto Nacional de Estándares y Tecnología de Comercio.

### IFOAM - Organics International y OGMs
El 19 de octubre de 1998, los participantes en la 12.ª Conferencia de la Ciencia IFOAM - Organics International emitieron la declaración Mar del Plata, donde más de 600 delegados de más de 60 países votaron unánimemente para excluir el uso de organismos genéticamente modificados (OGMs) en la producción de alimentos y la agricultura. Desde ese momento, los OGMs han sido categóricamente excluidos de la agricultura ecológica.
Texto de la declaración:
Nosotros, los abajo firmantes, participantes en la 12 Conferencia Científica de la Federación Internacional de Movimientos de Agricultura Orgánica (IFOAM) en Mar del Plata, Argentina, hacemos un llamado a los gobiernos y las agencias reguladoras en todo el mundo para prohibir de inmediato el uso de la ingeniería genética en la agricultura y producción de alimentos, ya que implica:
- Amenazas inaceptables para la salud humana
- Impactos ambientales negativos e irreversibles
- La liberación de organismos de carácter no-revocables
- La eliminación del derecho de elección, tanto para los agricultores como para los consumidores
- La violación de los derechos de propiedad fundamentales de los agricultores y la puesta en peligro de su independencia económica
- Prácticas, las cuales son incompatibles con los principios de la agricultura sostenible como se define por IFOAM

Firmado por: Dr. Vandana Shiva (India), Hervé La Prairie (presidente saliente de IFOAM - Organics International, Francia), Linda Bullard (presidente entrante de IFOAM - Organics International, EUA/Bélgica), Gunnar Rundgren (vicepresidente entrante de IFOAM - Organics International, Suecia), Gerald Hermann (tesorero de IFOAM - Organics International, Alemania), Pipo Lernoud (coordinador de la Conferencia, Argentina), Guillermo Schnitman (Presidente de MAPO, Argentina)

### IFOAM - Organics International y entrenamiento
La agricultura orgánica puede contribuir significativamente al desarrollo socioeconómico y ecológicamente sostenible, especialmente en los países más pobres. Por una parte, esto es debido a la aplicación de los principios orgánicos, lo que significa una gestión eficiente de los recursos locales (por ejemplo, las variedades locales de semillas, abono, etc.), y por lo tanto la rentabilidad. Por otro lado, el mercado de productos orgánicos - a nivel local e internacional - tiene enormes perspectivas de crecimiento y ofrece a los productores creativos y exportadores en el Sur excelentes oportunidades para mejorar sus ingresos y condiciones de vida. IFOAM - Organics International está, por lo tanto, activa para dar un apoyo especial al desarrollo de la Ley Orgánica del Sector Agrícola en los países en desarrollo a través de varios medios. La Agricultura Orgánica es un sistema de producción muy intensiva en conocimientos. Por lo tanto, los esfuerzos de fortalecimiento de la capacidad desempeñan un papel central en este sentido. Hay muchos esfuerzos de todo el mundo en relación con el desarrollo de material de formación y la organización de cursos de formación relacionados con la agricultura orgánica. El conocimiento existente todavía es disperso y de difícil acceso. Especialmente en los países en desarrollo esta situación sigue siendo un obstáculo importante para el crecimiento del sector ecológico.